# Villa Ada (Bagni di Lucca)
Villa Ada si trova in via Evangelina Wipple a Bagni di Lucca (LU).
Nata su una struttura tardo rinascimentale di proprietà della famiglia lucchese De Nobili, fu completamente ristrutturata nell'Ottocento, da Sir Mac Bean console britannico a Livorno, e contemporaneamente vennero costruite le due alte torri esagonali che danno alla villa il suo caratteristico aspetto. 
L'edificio è circondato da un grande parco di gusto romantico, arricchito da grotte artificiali in pietra calcarea, ringhiere in ferro battuto a forma di rami intrecciati, ed altri elementi di arredo tipici dell'epoca. Un sentiero, che parte dal terrazzo posto nei pressi della villa, conduce ad un pergolato proseguendo verso una grotta artificiale. 
La villa, acquistata nel 1975 dal Comune di Bagni di Lucca, è stata adibita a stabilimento per le cure termali. Ad oggi però la villa risulta abbandonata, con evidenti problemi strutturali dovuti alla scarsa manutenzione dell'immobile. Anche il giardino e la grotta stanno pagando la noncuranza dell'intera proprietà. Nella seconda metà degli anni '90 la villa fu affittata al villaggio globale che ne usufruiva per cure termali e ricevimenti. Furono cominciati dei lavori di restauro, con la verniciatura della villa. Interrotti quasi immediatamente, la villa è rimasta per anni in disuso e spesso usata come dimora da alcuni senzatetto della zona. Finalmente chiusa, la villa era stata data in affido alla Vicaria Val di Lima che ne curava il giardino, fino alla scadenza del contratto, anche se l'intera struttura avrebbe bisogno di un'imponente opera di restauro.